# クロックワーク
『クロックワーク』は、角川スニーカー文庫から刊行されている山本剛のライトノベルである。

## 概要
ある日空から落ちてきて、貧乏探偵・シャフトに激突した少女・チッタ。彼女は他のロボットとは異なり、成長し、普通の人間同様感情もある機械人間（マン・マシーン）。こうしてシャフトの退屈だった日々は否応なしにドタバタな日常に変貌する事となった。

## 登場人物

### シャフトと同居人
シャフト・タイム
自称探偵の三十男。ひょんな事からチッタ達と暮らす事となった。口調はぶっきらぼうだが、割と面倒見が良い。「神の爪」と「魔の拳」を持つ。
チッタ
テクノが造った機械人間（マン・マシーン）の少女。人間同様、感情があり成長もする。刷り込みによりシャフトを父親と認識し、おとタマと呼び慕う。好物はヌードル。
テクノ・クロックワーク
チッタを造った10歳の天才少年で、ゾイド博士の末裔。学者さながらの冷静さや分析力を持ち合わせるが、歳相応の思考を見せる事もある。
セレン
超シンセテック（チッタのプロトタイプ、シンセテックよりも上位の性能）で黒縁メガネをかけたメイド。家事全般が得意。礼儀正しく穏やかな性格でいつもニコニコ笑っているが、怒ると怖い。
クロム
セレンと同じく超シンセテックの青年。服装は黒ずくめで暗殺師のような運動能力を持つ。
リップ
オルガノンの宗教裁判執行部の元リーダーで12歳の少女。ザ・ビショップの命でシャフトを宗教裁判にかけるために連行したが、彼と触れ合ううちに好意を抱くようになり、組織の造反を決意。彼女もシャフトの家の居候となった。
ハリィ
宅配便最大手、シュヴァルツ・カッツェ（黒ネコ）の配達員の女性。生まれながらに風を操る能力を持つエルフ。

### その他の登場人物
ハマー・ドレビン＝デクラーク
七八分署の一級刑事。刑事としては優秀だが、同性愛者である。
ザ・ビショップ
オルガノンの司教。体の左半分を機械化している。業務上致命的なミスをした兵士を射殺したり、造反したリップをシャフトもろとも抹殺しようとするなど、冷酷な人物。クロックワーク家を異端視している。
ロイ・リキテックス
画家。不治の病に冒されているが、体が丈夫なので死には至らない。過去に美術界で名誉ある賞を受賞したものの、現在では大幅に作風が変わり幼稚園児のお絵描きと大差ないものとなってしまった。
ヤン・コビック
イート・イット飯店の料理人。彼の店の周りでイヌやネコなどの動物を見かける事はなく、失踪事件も頻発する。
アノヨロシ
ゴクツブシの博打ネコ。図体が大きく金にガメつい。
キング・スペード
財界の大立者、スペード財団の主。チンピラ9人から路地裏で恐喝されていたところを、偶然にもチッタ・アノヨロシ・シャフトにより助けられる。
ゾイド・クロックワーク
近代科学技術の父と呼ばれ、クロックワーク機関を実用化する偉業をなしえた科学者。
レオナルド博士、マリー博士
テクノの両親で、セレンとクロムの製作者。テクノが5歳の時に実験中の事故で死亡した。

## 既刊一覧
- まん・ましーん クロックワーク(1)（1998年02月発行、ISBN 978-4044156077）
- ぶれいくだうん・いのせんす クロックワーク(2)（1999年01月発行、ISBN 978-4044156084）
- えんじぇる・すまいる クロックワーク(3)（1999年10月発行、ISBN 978-4044156114）